# Brutte scienze
Brutte scienze è una collana di libri di divulgazione scientifica per ragazzi dello scrittore britannico Nick Arnold edita da Salani, edizione italiana della popolare serie Horrible Science (letteralmente "scienze orribili") pubblicata nel Regno Unito dalla casa editrice Scholastic.
La serie Horrible Science di Arnold è una serie di libri per ragazzi, illustrati da Tony De Saulles, che fanno leva sull'umorismo e sul gusto dell'orrido dei bambini per trattare argomenti scientifici. In precedenza, Arnold aveva usato lo stesso modello in una serie di libri di carattere storico, Horrible Histories. La serie consta di una ventina di volumi, e ha riscosso un grande successo sia nel Regno Unito che nel mondo, con oltre 10 milioni di copie vendute al 2007. Ha vinto due volte il premio Aventis per la letteratura scientifica della Royal Society britannica.
La versione italiana comprende le traduzioni dei libri di Arnold e opere di altri autori, come Kjartan Poskitt e Phil Gates, basate sulla stessa formula.

## Elenco parziale di titoli
L'autore di tutti i volumi è Nick Arnold, eccetto dove altrimenti specificato.
1. Rospi, puzzole, anaconde e altre meravigliose bestiacce (1998)
2. Bruchi, scarafi, pidocchi e altre meravigliose bestiole (1998)
3. Ossa, trippe, budella e altre meraviglie del corpo umano (1998)
4. Centrifughe, schianti, propulsioni e altre forze fatali della fisica (1999)
5. Caotica chimica (1999)
6. Trilobiti, drosofile, mammut e altri esemplari evoluti o estinti (Phil Gates, 2000)
7. Ipotenuse, incognite, potenze e altri misteriosi misfatti della matematica (Kjartan Poskitt, 2000)
8. Colon, succhi gastrici, pilori e altri disgustosi dettagli della digestione (2000)
9. Onde, armonici, boati e altre frastornanti frequenze (2001)
10. Elettroni, catodi, fotoni e altri magnetici misteri (2001)
11. Muffe, peponidi, tartufi e altri vergognosi vegetali (2001)
12. Luci, lampi, rifrazioni e altre luminose luminescenze (2002)
13. Neuroni, ipofisi, meningi e altri cervellotici elementi (2002)
14. Catarro, peste, febbre gialla e altri mefitici malanni (2002)
15. Chimici, fisici, astronomi e altri sciroccati scienziati (2003)
16. Calori, motori, vapori e altre energetiche energie (2003)
17. Germi, virus, batteri e altri microscopici mostri (2003)
18. Asteroidi, alieni, buchi neri e altri complessi corpi celesti (2004)
19. Botti, reazioni, implosioni e altri estenuanti esperimenti (2004)
20. Guizzanti quiz scientifici (2004)
21. Cianuro, arsenico, stricnina e altri vomitevoli veleni (2005)
22. La scervellante scienza universale (2005)
23. Aerei, mongolfiere, dirigibili e altri vertiginosi veicoli volanti (2006)
24. Disastrosi dinosauri (2006)
25. Ossa, trippe, budella (2007)
26. Orsi, tigri, coccodrilli e altre fameliche fiere (2007)
27. Cronometri, clessidre, calendari e altri tentativi di trattenere il tempo (2008)